# Bornéo (cheval)
Pour les articles homonymes, voir Bornéo.
Le poney de Bornéo est une race de chevaux originaire du Nord de l'île de Bornéo, en Indonésie. Ce poney provient d'importations européennes. Il est employé pour des courses locales, divers travaux agricole, de traction, et sous la selle.

## Histoire
La race se développe initialement dans le Nord de l'île de Bornéo, à partir d'importations européennes.

## Description
C'est un poney, d'une taille moyenne de 1,22 m.
La robe est généralement baie.

## Utilisations
Ces poneys sont employés pour les travaux agricoles, la traction légère, ou bien montés, et montrés en course et en show.